# 지아나 제인
지아나 제인(말레이어: Ziana Zain)은 말레이시아의 싱어송라이터, 모델, 배우, 기업인이다.
1991년 <Madah Berhelah>로 데뷔했으며, 앨범의 마지막 트랙 <Madah Berhelah>를 통해 큰 히트를 쳤다. 1990년대 시티 누르할리자, 파우지아 라티프 등과 더불어 말레이시아의 대표적인 인기 가수 중 하나였으며, <Kemelut di Muara Kasih>, <Setia Ku Di Sini>, <Puncak Kasih>, <Syurga di Hati Kita> 등 수많은 인기 가요들을 발표하며 한 시대를 풍미했다. 2001년 <Aku Cintakan Mu>를 끝으로 정규 앨범은 더 이상 발매하지 않고 있으며, 사실상 은퇴했다가, 2008년 미니앨범 <Dingin>으로 컴백했다. 그 후에는 싱글을 몇 장 내는 것 외에 가수 활동은 잘 하지 않고 있다. 2000년대에는 가수보다는 주로 배우로 활동했다가, 2010년대에 들어서는 실질적으로 은퇴했다.

## 앨범 목록

### 정규 앨범
- <Madah Berhelah> (1991)
- <Ziana Zain> (1993)
- <Setia Ku Di Sini> (1995)
- <Puncak Kasih> (1997)
- <Ziana Zain> (1999)
- <Aku Cintakan Mu> (2001)

### 미니 앨범
- <Dingin> (2008)